# LFLS Kaunas
El LFLS Kaunas, o Lietuvos Fizinio Lavinimosi Sąjunga Kaunas (Unió Lituana d'Educació Física), fou un club de futbol lituà de la ciutat de Kaunas.
Va ser fundat el 1919 amb el nom LSSS Kaunas i fou dissolt el 1945 per les noves autoritats soviètiques del país.

## Palmarès
- Lliga lituana de futbol: [4]
  - 1922, 1923, 1927, 1932, 1942
- Copa Cooperació (Kooperacijos): 
  - 1924